# Lechriolepis
Lechriolepis is een geslacht van vlinders van de familie spinners (Lasiocampidae), uit de onderfamilie Lasiocampinae.

## Soorten
- L. anomala Butler, 1880
- L. basirufa Strand, 1912
- L. citrina (Schaus, 1897)
- L. cryptognoma Tams, 1931
- L. dewitzi Aurivillius, 1927
- L. diabolus Hering, 1928
- L. flaveola (Bethune-Baker, 1911)
- L. flavomarginata Aurivillius, 1927
- L. fulvipuncta Viette, 1962
- L. griseola Aurivillius, 1927
- L. gyldenstolpei Aurivillius, 1927
- L. heres (Schaus, 1893)
- L. jacksoni (Bethune-Baker, 1911)
- L. johannae De Lajonquière, 1969
- L. leopoldi Hering, 1929
- L. leucostigma (Hampson, 1909)
- L. nephopyropa Tams, 1931
- L. nigrivenis Strand, 1912
- L. ochraceola Strand, 1912
- L. pratti (Kenrick, 1914)
- L. pulchra Aurivillius, 1905
- L. ramdimby Viette, 1962
- L. ranadimby Viette, 1962
- L. rotunda Strand, 1912
- L. stumpffii (Saalmüller, 1878)
- L. stumpfi (Saalmüller, 1877)
- L. tamsi Talbot, 1927
- L. tapiae De Lajonquière, 1969
- L. tessmanni Strand, 1912
- L. varia (Walker, 1855)